# Dagobert II.
Dagobert II. je bil merovinški kralj Avstrazije, ki je vladal od leta 676 do 679,  * okoli 650, † 23. december 679. 
Bil je sin kralja Sigiberta III. in Himnehilde Burgundske. Rimskokatoliška cerkev ga uvršča med za svetnike. Praznuje se 23. decembra.

## Življenjepis
Dagobert je bil sin Sigiberta III., avstrazijskega kralja iz Merovinške dinastije. Ker Sigibert ni imel  svojih otrok,  je posinovil Hildeberta, sina svojega arnulfinškega majordoma  in Dagobertovega varuha Grimoalda Starejšega. Po Sigibertovi nenadni smrti leta 656 si je njegov prestol v imenu svojega sina prilastil Grimoald. Dagoberta so tonzurirali, s čimer so ga označili za neprimernega za kralja,  in ga izgnali. V zaroti je morda sodelovala tudi njegova mati Himnehilda, da bi svojo hčerko Bilihildo poročila s Hilderikom III. in dobila v svojo rodbino morebitnega dediča Avstrazije. Mogoče je tudi, da Himnehilda sploh ni bila Dagobertova mati.
Za Dagoberta in njegovo šolanje v poitierski stolnici je skrbel škof Deziderij. Fanta je nato poslal v samostan na Irskem, verjetno v Slane, nato pa za paža na angleški anglosaški dvor. Staro izročilo pravi, da se je med izgnanstvom poročil z anglosaško princeso Mehtildo,  zgodba, da sta bili opatinji sveta Hermina in sveta Adula njegovi hčerki, pa je zagotovo izmišljena, morda zato, da bi svetnici in samostana povezali z Merovinško dinastijo. 
Avstrazijsko visoko plemstvo je medtem pozvalo nevstrijskega kralja  Klodvika II.,  ki je izgnal uzurpatorja Grimoalda in Hildeberta, naj ju usmrti in Avstrazijo priključil k svojemu kraljestvu. Datiranje teh dogodkov je zelo zmedeno. Zgodili so se morda že leta 657 ali najkasneje leta 661, ko je bil na prestolu že Klodvikov  sin Klotar III.. Resnični vladar v kraljestvu je bil zagotovo majordom Ebroin, ki je moral malo kasneje, leta 660 ali 662, avstrazijsko kraljestvo vrniti otroškemu kralju Hilderiku II., bratu Klotarja III., z majordomom Vulfoaldom kot regentom. 
Mladi kralj je bil na lovu pri Maastrichtu leta 675 umorjen. V kaotičnih spopadih, ki so sledili, so avstrazijski mogotci želeli imeti  kraja merovinške krvi in pritisnili na Vulfoalda, da jim vrne Dagoberta, medtem ko so njihovi nasprotniki za kralja razglasili nekega Klodvika III., ki je bil morda slepar. Ebroin se je vrnil iz prisilnega meništva, da bi vodil Klodvikove pristaše, Volfoald pa je po nenadni Klodvikovi smrti leta 676 dosegel Dagobertovo  vrnitev, delno tudi s pomočjo yorškega škofa Vilfrida. Dagobert je kljub temu, da so se sovražnosti med Ebroinom in Klodvikovimi pristaši nadaljevale, uspel pridobiti del svojih zakonitih posesti, zlasti ozemlje ob Renu. Izročilo pravi, da je vladal milo in pobožno. Povezuje ga z izgradnjo več samostanov in opatij,  vključno s Surbourgom in Wissembourgom v Alzaciji, kjer je bil vojvoda njegov bratranec.  Dagobert je bil nedvomno inteligenten vladar, vendar ni v celoti obvladoval političnih frakcij in majordomov.
Dagobertova kariera je v veliki meri odraz rivalstva med dvema središčema moči, pokroviteljstva in  prestiža. Eno od njiju so bile dvorne institucije Nevstrije, drugo pa enake institucije Avstrazije, v kateri so trdno vladali Arnulfingi, ki so se v naslednjem stoletju pretvorili v Karolinge. 
Dagobert II. je bil med novim valom sporov med Nevstrijo in Avstrazijo na lovu pri Stenay-sur-Meuse v Ardenih 23. decembra 679 umorjen, verjetno na ukaz Ebroina, ki je bil še vedno majordom Nevstrije.  E. Vagandard trdi, da naročnik umora ni bil Ebroin ampak Pipin.  Vilfrid je ostal majordom  Avstrazije do Dagobertove smrti, potem pa je moral zaradi Ebroinovih groženj pobegniti.
V samostanu Stenay se je po Dagobertovi smrti začel razvijati njegov kult in se od tu razširil v Lotaringijo in Alzacijo.  Leta 1068 so ga začeli slaviti kot svetega Dagoberta. Njegovo svetništvo je kasneje priznala tudi katoliška cerkev. 
Po kratki Dagobertovi vladavini je kraljestvo ostalo brez moškega naslednika. Ozemlje ob Renu so si razdelili tamkajšnji mogotci, medtem ko je v Avstraziji zavladal majordom Pipin II.. Prestol je pustil prazen do bitke pri Tertryju leta 687, po kateri je na prestol prišel Teoderik III..

## Vira
- Ökumenisches Heiligenlexikon: Dagobert II.
- Lexikon des Mittelalters: III. 429.

| Dagobert II. Merovinška dinastijeRojen: 650 Umrl: 679 |                          |                          |
| Predhodnik: Klodvik III.                              | Kralj Avstrazije 676–679 | Naslednik: Teoderik III. |